# Linselles

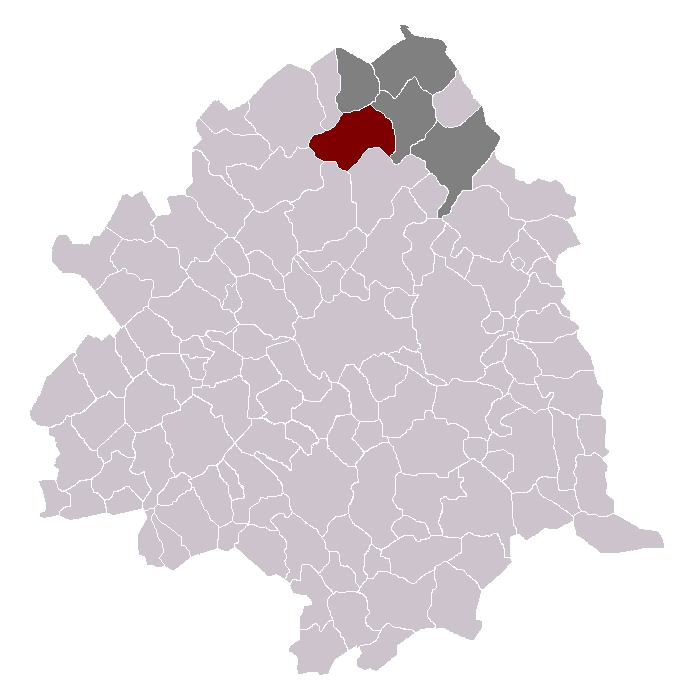
Ubicació de Linselles dins del cantó i el districte

Linselles és un municipi francès, situat a la regió dels Alts de França, al departament del Nord. L'any 2006 tenia 8.197 habitants. Limita al nord-oest amb Comines, al nord amb Wervicq-Sud i Bousbecque, a l'est amb Roncq, al sud-oest amb Quesnoy-sur-Deûle, i al sud amb Wambrechies i Bondues.

## Demografia
| Evolució de la població |      |      |      |      |      |      |      |      |
| 1793                    | 1800 | 1806 | 1821 | 1831 | 1836 | 1841 | 1846 | 1851 |
| 3440                    | 3057 | 3157 | 3369 | 3547 | 3681 | 3592 | 3656 | 3638 |

| 1856 | 1861 | 1866 | 1872 | 1876 | 1881 | 1886 | 1891 | 1896 |
| ---- | ---- | ---- | ---- | ---- | ---- | ---- | ---- | ---- |
| 3711 | 4086 | 4177 | 4194 | 4427 | 4402 | 4614 | 4647 | 4634 |

| 1901 | 1906 | 1911 | 1921 | 1926 | 1931 | 1936 | 1946 | 1954 |
| ---- | ---- | ---- | ---- | ---- | ---- | ---- | ---- | ---- |
| 4863 | 4841 | 4841 | 4235 | 5089 | 5466 | 5481 | 5207 | 5499 |

| 1962 | 1968 | 1975 | 1982 | 1990 | 1999 | 2006 | 2011 | 2016 |
| ---- | ---- | ---- | ---- | ---- | ---- | ---- | ---- | ---- |
| 5522 | 5796 | 6504 | 6754 | 7674 | 7876 | -    | -    | -    |

| 2019 | - | - | - | - | - | - | - | - |
| ---- | - | - | - | - | - | - | - | - |
| -    | - | - | - | - | - | - | - | - |

## Administració
| Període   | Identitat          | Partit |
| --------- | ------------------ | ------ |
| 1919-1941 | Robert Descamps    |        |
| 1941-1947 | Guillaume Descamps |        |
| 1947-1965 | Paul Delmotte      |        |
| 1965-1989 | Michel Delplancke  |        |
| 1989-     | Jacques Remory     |        |